# Semiothisa neonora
Semiothisa neonora là một loài bướm đêm trong họ Geometridae.